# Immeuble au 54, rue de la République à Guebwiller
L'immeuble au 54, rue de la République est un monument historique situé à Guebwiller, dans le département français du Haut-Rhin.

## Localisation
Ce bâtiment est situé au 54, rue de la République à Guebwiller.

## Historique
L'édifice fait l'objet d'une inscription au titre des monuments historiques depuis 1975.

## Architecture

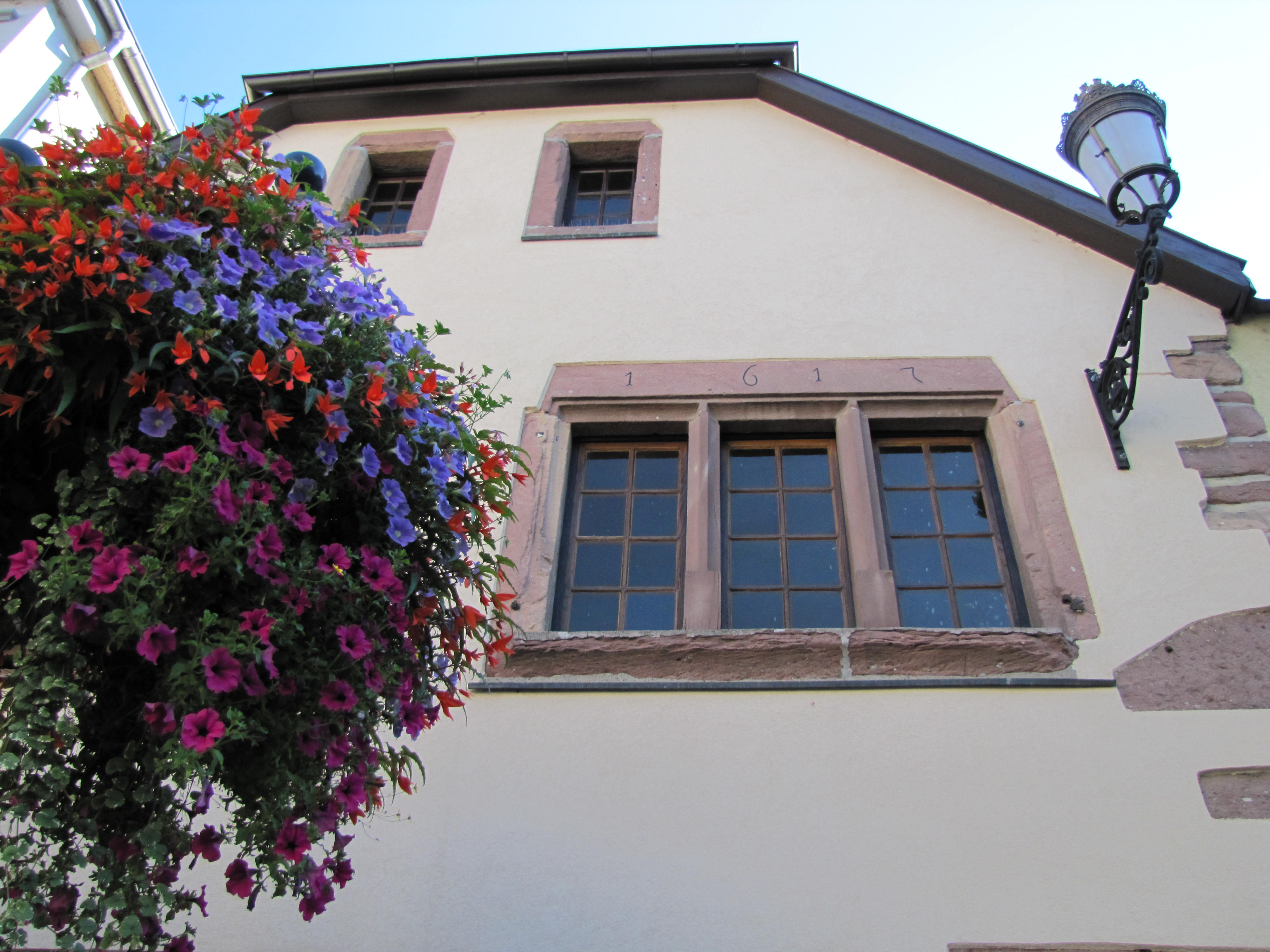